# Carinigera octava
Carinigera octava is een slakkensoort uit de familie van de Clausiliidae. De wetenschappelijke naam van de soort is voor het eerst geldig gepubliceerd in 1962 door R.A. Brandt.